# 강유정 (유도 선수)
강유정(1996년 8월 2일~)는 대한민국의 유도 선수이다.

## 생애
현재의 여수시에 해당하는 여천시 삼산면 초도리 진막리 출신으로 아버지인 강경언은 권투 선수 출신이다. 초도초등학교, 무선중학교, 여수정보고등학교를 졸업한 후 용인대학교로 진학했다.